# Terron Armstead
Terron Armstead (Cahokia, 23 luglio 1991) è un ex giocatore di football americano statunitense che ha militato nel ruolo di offensive tackle nella National Football League (NFL). Fu scelto nel corso del terzo giro (76º assoluto) del Draft NFL 2013 dai New Orleans Saints. Al college ha giocato a football alla Arkansas-Pine Bluff University.

## Carriera

### New Orleans Saints
Armestead fu scelto nel corso del terzo giro del Draft 2013 dai New Orleans Saints. Il 9 maggio firmò il proprio contratto con la franchigia. Debuttò come professionista nella settimana 3 contro gli Arizona Cardinals. Dopo aver giocato quattro gare solo come membro degli special team, prima della settimana 16, Armstead fu nominato per la prima volta guardia sinistra titolare dall'allenatore Sean Payton al posto di Charles Brown per la gara contro i Carolina Panthers. La sua stagione da rookie terminò con 6 presenze, di cui due come titolare. Nella successiva trovò maggior spazio, disputando 14 gare, tutte come partente. Ne 2018 fu convocato per il suo primo Pro Bowl e inserito nel Second-team All-Pro.

### Miami Dolphins
Il 22 marzo 2022 Armstead firmò con i Miami Dolphins. A fine stagione fu convocato per il suo quarto Pro Bowl. Il 5 aprile 2025 annunciò il proprio ritiro.

## Palmarès
- Convocazioni al Pro Bowl: 5

2018, 2019, 2020, 2022, 2023
- Second-team All-Pro: 1

2018